# 아이스 프린세스
《아이스 프린세스》는 2009년에 Mnet에서 방송된 솔비의 피겨스케이팅 도전기를 다룬 프로그램이다.